# یواس‌سی‌جی‌سی تمپا (دبلیوپی‌جی-۴۸)
یواس‌سی‌جی‌سی تمپا (دبلیوپی‌جی-۴۸) (به انگلیسی: USCGC Tampa (WPG-48)) یک کشتی بود که طول آن ۲۴۰ فوت (۷۳ متر) بود. این کشتی در سال ۱۹۲۱ ساخته شد.